# Młynarzowa Turnia

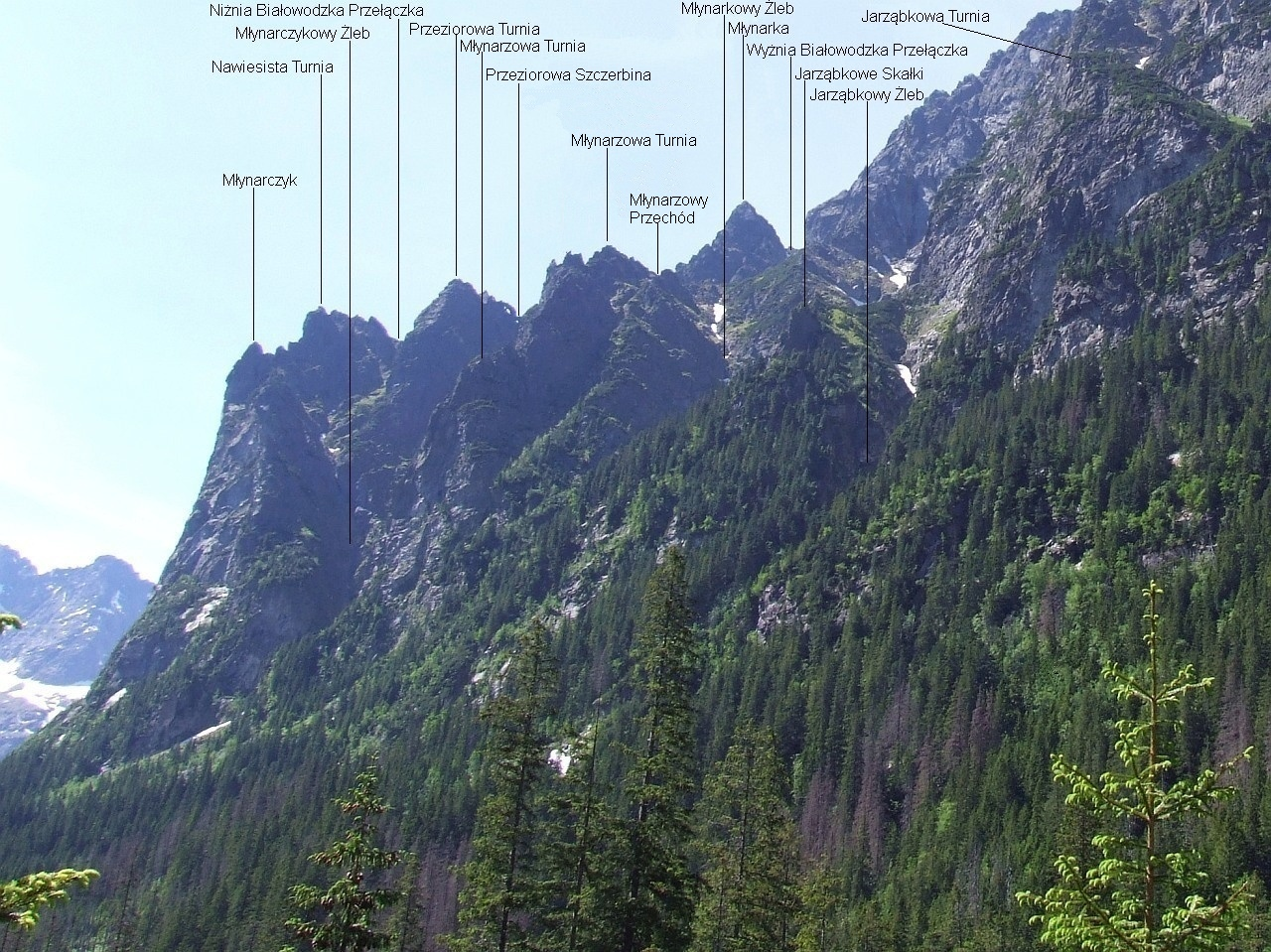
Widok od północy, z Doliny Białej Wody

Młynarzowa Turnia (słow. Mlynárova veža, ok. 1790 m) – turnia na północno-wschodnich zboczach masywu Młynarza w słowackiej części Tatr Wysokich. Po jej zachodniej stronie znajduje się Młynarzowy Przechód (ok. 1780 m). Do Doliny Białej Wody opada z turni urwisko o wysokości około 350 m i wschodniej ekspozycji. Od prawej strony turnia ograniczona jest średnio stromą, trawiasto-kosodrzewinową  grzędą. Grzęda ta odbiega w kierunku północno-wschodnim od masywu Młynarza. Podstawa urwiska ciągnie się od wylotu Młynarczykowego Żlebu po wylot Młynarzowego Żlebu. Najniższą jego część porasta las urwiskowy z okazałymi limbami. Powyżej lasu ciągnie się kosodrzewina, a najwyższa część to niskie ścianki i trawniki.
Po prawej stronie (patrząc od dołu) urwiska Młynarzowej Turni ciągnie się w górę północno-wschodnia depresja. Jest w niej kilka skalnych progów przedzielonych bardzo stromymi, trawiastymi odcinkami. Depresja zanika około 100 m poniżej szczytu Młynarza. Po prawej stronie depresji ciągnie się skalisty filar wschodniej ściany Młynarza. Lewa część ściany Młynarzowej Turni opada na trawniki między wylotami Młynarczykowego i Młynarzowego Żlebu. Około 100 m wyżej jest duża galeria porośnięta kosodrzewiną. Wznosząca się nad nią ściana jest najbardziej stromym odcinkiem turni.
Na Młynarzowej Turni taternicy poprowadzili 6 dróg wspinaczkowych. Wszystkie są autorstwa słowackich taterników. Ze względu na bogactwo roślinności oraz kruszyznę wspinano się tutaj wyłącznie zimą.